# جيف وينر
جيفري «جيف» وينر (بالإنجليزية: Jeff Weiner)‏ (من مواليد 21 فبراير 1970 في نيويورك سيتي، نيويورك) رجل أعمال أمريكي والرئيس التنفيذي الحالي لشركة لينكد إن، موقع تواصل اجتماعي على شبكات الإنترنت للتواصل الاجتماعي. بدأ مسيرته مع لينكد إن في 15 ديسمبر 2008 في منصب رئيس مؤقت. يرجع له فضل كبير في انضمام الموقع إلى مؤسسة لينكد إن مقابل 26 مليار دولار في يونيو 2016.

## السيرة الذاتية

### النشأة والتعليم
التحق وينر بكلية وارتون في جامعة بنسلفانيا في عام 1992 بعد حصوله على بكالوريوس العلوم في الاقتصاد.

### المهنة
شغل وينر العديد من المناصب القيادية في شركة ياهو لأكثر من سبع سنوات ابتداء من عام 2001، حتى وصل إلى منصب نائب الرئيس التنفيذي للشركة ليقود فريقا مكونا من 3,000 موظف وإدارة منتجات تصل إلى أكثر من 500 مليون مستهلك. كان عضوا أيضا في فريق قيادة البحث الذي قاد عملية شراء وضم شركة إينك تومي، ألتافيستا وفاست غير تطوير محرك بحث ياهو!.
التحق وينر بعد ذلك بشركة وارنر براذرز في منصب نائب رئيس الشركة ويرجع له الفضل في تطوير أجندة الشركة في ذلك الوقت. كما شغل منصب المدير التنفيذي للعديد من شركات رأس المال الاستثماري الرائدة مثل شركة أسيل بارتنرز وجري لوك بارتنرز.
في عام 2011، حصل كلا من وينر وريد هوفمان بجائزة رجل أعمال العام داخل الولايات المتحدة.
في عام 2014 ، تم تكريم وينر من قبل موظفي لينكد إن عبر الاستبيان السنوي لـ جلاس دور واختياره في قائمة «أفضل 10 مديرين تنفيذيين في شركات التكنولوجيا الأمريكية».
في عام 2016، تم تسليط مزيدا من الضوء والاهتمام الإعلامي على وينر بعد تبرعه بأسهمه الخاصة في لينكد إن والتي بلغت قيمتها في ذلك الوقت ما يقرب من 14 مليون دولار إلى موظفي الشركة بعد انخفاض سعر السهم.

## اهتمامات أخرى
يعتبر وينر من أشهر المتبرعين والنشطاء في قطاع الأعمال الخيرية فهو عضو مجلس إدارة في أكثر من منظمة خيرية مثل دونرشويس ولا ملاريا نو مور.

## وصلات خارجية
- صفحة جيف وينر على موقع بيزنيس إنسيدر.
- جيف وينر المدير التنفيذي لموقع لينكد إن- مجلة فوربس.
- حوار مع جيف وينر على نمو الموقع.
- هل يستطيع جيف وينر تحقيق الاستفادة الكاملة من موقع لينكد إن؟- بلومبيرغ بيزنس ويك.
- الصفحة الشخصية لجيف وينر على سي إن بي سي.
- الملف الشخصي على عالم الرؤساء التنفيذين.
- ربط المواهب بفرص العمل.